# Geoffrey S. Fletcher
Geoffrey Shawn Fletcher (sinh ngày 4 tháng 10 năm 1970) là nhà biên kịch, đạo diễn phim và giáo sư trợ giảng phim tại Đại học Columbia và Trường Nghệ thuật Tisch của Đại học New York ở thành phố New York, New York. Anh là người viết kịch bản cho Precious giúp anh đoạt giải Oscar cho Kịch bản chuyển thể xuất sắc nhất từ Viện Hàn lâm Khoa học và Nghệ thuật Điện ảnh vào ngày 7 tháng 3 năm 2010. Anh là người Mỹ gốc Phi đầu tiên đoạt giải Oscar dành cho kịch bản. Tháng 9 năm 2010, Fletcher bắt đầu quay Violet & Daisy tại thành phố New York dựa trên kịch bản gốc của chính anh trong vai trò đạo diễn đầu tay của mình. Phim được công chiếu theo phiên bản giới hạn vào tháng 6 năm 2003.

## Tuổi thơ
Fletcher sinh ra tại New London, Connecticut, là một trong ba người con của Sr. Alphonse Fletcher và Bettye R. Fletcher. Buddy Fletcher và Todd Fletcher đều là anh của Geoffrey. Fletcher theo học tại trường trung học Waterford ở Waterford, Connecticut trước khi tốt nghiệp chương trình cấp hai tại Choate Rosemary Hall. Sau đó Fletcher lần lượt tốt nghiệp từ trường Cao đẳng Havard, nơi ông học ngành tâm lý học và trường Tisch, nơi ông kiếm tấm bằng Thạc sĩ Mĩ thuật loại giỏi. Bộ phim thời sinh viên của ông là Magic Markers do ông đồng đạo diễn và viết kịch bản đã được chiếu tại nhiều liên hoan phim và gây được sự chú ý của đạo diễn John Singleton.

## Sự nghiệp

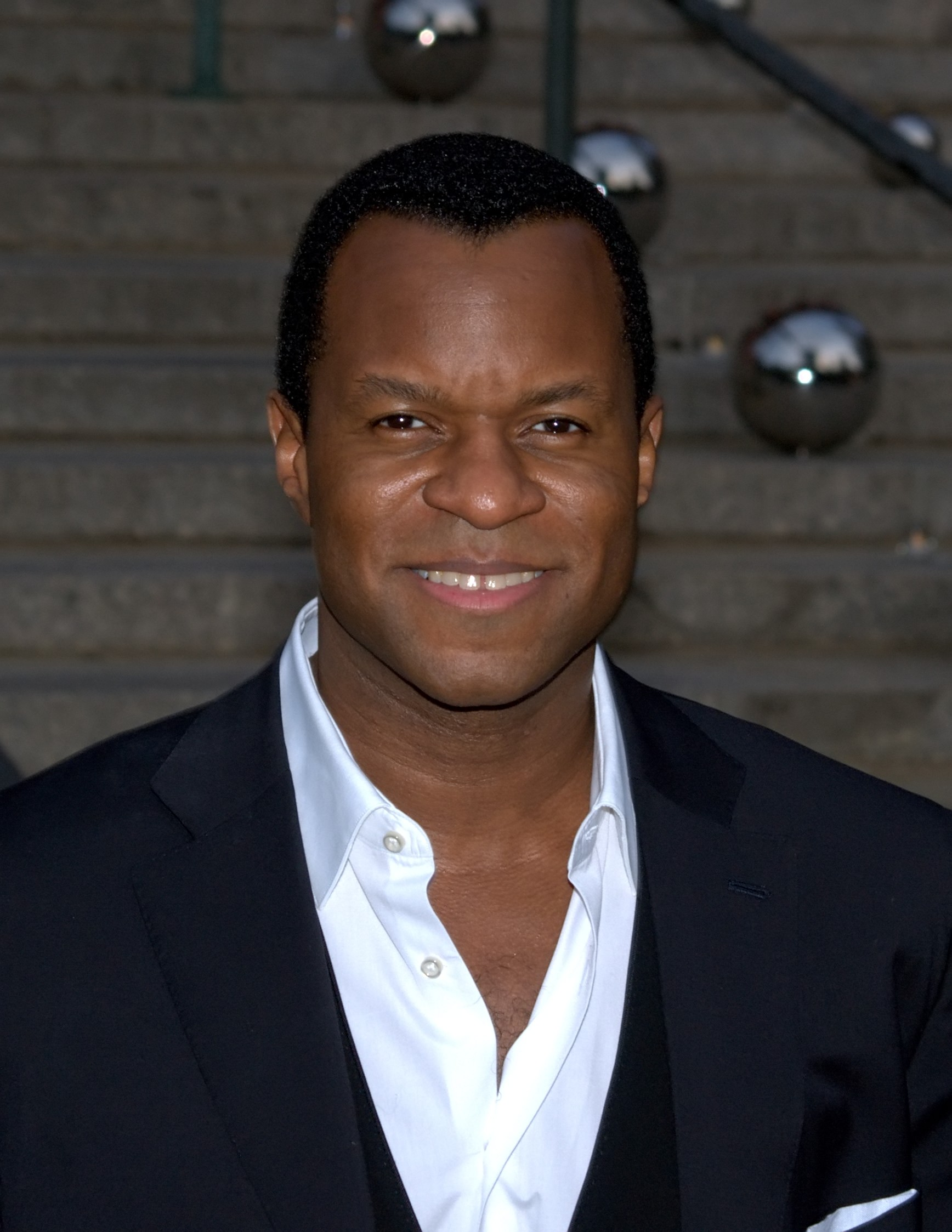
Fletcher tại Liên hoan phim Tribeca 2010.

Fletcher từng làm việc ở một loạt các vị trí nhân viên tạm thời trong vài năm khi anh viết và đạo diễn những bộ phim của riêng mình. Cuối cùng anh được bổ nhiệm làm giáo sư trợ giảng tại Tisch cũng như tại Columbia. Năm 2006, nhà sản xuất Lee Daniels xem Magic Markers và sau đó yêu cầu Fletcher chuyển thể cuốn tiểu thuyết Push của Sapphire để trở thành bộ phim Precious. Daniels, người vốn được biết đến là "nhiệt tình cống hiến" đến những nghệ sĩ "nghiêm túc về nghề của họ", đã cân nhắc một số biên kịch trước khi chọn Fletcher bởi theo bài viết của Variety Fletcher là một trong "Mười biên kịch đáng xem". Fletcher được những người đại lý của ông bao gồm Billy Hawkins, Brian Siberell và Chris Till của CAA cùng công ty luật của Gang, Tyre, Ramer và Brown giới thiệu.

## Phim
- Precious (2009) - biên kịch
- Violet & Daisy (2011) - đạo diễn, biên kịch

## Giải thưởng

### Giải thưởng kịch bản cho Precious
- Kịch bản chuyển thể xuất sắc nhất tại lễ trao Giải Oscar lần thứ 82.[7]
- Kịch bản đầu tiên tại Liên hoan phim độc lập lần thứ 25.[8]
- Giải kịch bản trong phim điện ảnh tại Giải thưởng hình ảnh NAACP lần thứ 41.[9]
- Kịch bản chuyển thể xuất sắc nhất của Geoffrey Fletcher tại Giải Satellite lần thứ 14.[10]
- Kịch bản xuất sắc nhất của Geoffrey Fletcher tại Giải AAFCA lần thứ 7.[11]
- Kịch bản gốc - chuyển thế của Geoffrey Fletcher tại Giải Cuộn chỉ Đen lần thứ 10.[12]